# كورت فينتر
كورت فينتر هو كاتب أغاني كندي، ولد في 2 أبريل 1946، وتوفي في 14 ديسمبر 1997 بسبب قصور كلوي.

## وصلات خارجية
- كورت فينتر على موقع ميوزك برينز (الإنجليزية)
- كورت فينتر على موقع أول ميوزيك (الإنجليزية)
- كورت فينتر على موقع ديسكوغز (الإنجليزية)